# U-975
| U-975                      | U-975                                                          | U-975                                                          |
| -------------------------- | -------------------------------------------------------------- | -------------------------------------------------------------- |
|                            |                                                                |                                                                |
|                            |                                                                |                                                                |
|                            |                                                                |                                                                |
| Під прапором               | Третій рейх                                                    | Третій рейх                                                    |
| Спуск на воду              | 24 березня 1943 року                                           | 24 березня 1943 року                                           |
| Виведений зі складу флоту  | 9 травня 1945 року                                             | 9 травня 1945 року                                             |
| Сучасний статус            | потоплено                                                      | потоплено                                                      |
| Проєкт                     |                                                                |                                                                |
| Тип ПЧ                     | Торпедний ДПЧ                                                  | Торпедний ДПЧ                                                  |
| Основні характеристики     |                                                                |                                                                |
| Швидкість (надводна)       | 17,7 вузла                                                     | 17,7 вузла                                                     |
| Швидкість (підводна)       | 7,6 вузла                                                      | 7,6 вузла                                                      |
| Робоча глибина занурення   | 100 м                                                          | 100 м                                                          |
| Гранична глибина занурення | 220 м                                                          | 220 м                                                          |
| Екіпаж                     | 44 особи                                                       | 44 особи                                                       |
| Розміри                    |                                                                |                                                                |
| Довжина найбільша (по КВЛ) | 67,1 м                                                         | 67,1 м                                                         |
| Ширина корпусу найб.       | 6,2 м                                                          | 6,2 м                                                          |
| Висота                     | 9,6 м                                                          | 9,6 м                                                          |
| Середня осадка (по КВЛ)    | 4,70 м                                                         | 4,70 м                                                         |
| Водотоннажність надводна   | 769 т                                                          | 769 т                                                          |
| Озброєння                  |                                                                |                                                                |
| Артилерія                  | одна палубна гармата калібру 88-мм, одна 20-мм зенітна гармата | одна палубна гармата калібру 88-мм, одна 20-мм зенітна гармата |
| Торпедно- мінне озброєння  | 4 носових і один кормовий ТА. 14 торпед або 26 мін             | 4 носових і один кормовий ТА. 14 торпед або 26 мін             |

U-975 — німецький підводний човен типу VIIC, часів Другої світової війни.
Замовлення на будівництво човна віддане 5 червня 1941 року. Човен заклали на верфі суднобудівної компанії «Blohm & Voss» у місті Гамбург 10 липня 1942 року під заводським номером 175, спущений на воду 24 березня 1943 року. 29 квітня 1943 року увійшов до складу 5-ї флотилії. Також за час служби входив до складу 3-ї, 23-ї та 31-ї флотилій.
Човен виконав 1 бойовий похід, в якому не потопив та не пошкодив жодного судна.
Капітулював 9 травня 1945 року у Гортені, Норвегія. 27 травня 1945 року переведено до Лізагаллі. Потоплено 10 лютого 1946 року північніше Ірландії (55°42′ пн. ш. 09°01′ зх. д. / 55.700° пн. ш. 9.017° зх. д.) британським фрегатом Loch Arkaig у рамках проведення операції «Дедлайт».

## Командири підводного човна
- Оберлейтенант-цур-зее Ганс-Йоахім Еберсбах (29 квітня 1943 — 16 листопада 1943);
- Оберлейтенант-цур-зее Пауль Фреркс (17 листопада 1943 — 16 березня 1944);
- Оберлейтенант-цур-зее Губерт Ешке (17 березня 1944 — 16 липня 1944);
- Оберлейтенант-цур-зее Вальтер-Ернст Кох (17 липня 1944 — 23 квітня 1945);
- Капітан-лейтенант Вільгельм Брауель (24 квітня 1945 — 9 травня 1945).